# Roger Catroux
Roger Catroux, né le 17 janvier 1913 à Saïda et mort le 3 novembre 1982 à Cannes, est un homme politique français.

## Mandats
- Député d'Oran (1946)[1].